# Ambush marketing
Ambush marketing, o marketing di imboscata, è l'espressione comunemente usata nel mondo anglosassone in ipotesi di associazione indebita (non autorizzata) di un marchio a un evento mediatico o all'interno di uno spazio pubblico; ossia quando lo stesso non appartenga ad uno degli sponsor ufficiali. Accade sovente che un brand paghi per diventare sponsor ufficiale ed unico di un dato evento mediatico, nel quale si intromette cercando visibilità, con un'azione di marketing non convenzionale, un'altra compagnia in modo non ufficiale.
Inoltre, è bene presupporre la capacità di un brand di selezionare il profilo del proprio destinatario ed intervenire in uno spazio e un tempo ridotto, attivando la pratica di risemantizzazione del luogo e facendo prendere coscienza agli individui del tema sociale o di marketing. Oltre all'associazione indebita ad un evento mediatico, nell'ambush marketing rientra anche lo sfruttamento della visibilità di un altro brand, spesso un competitor. Un esempio molto celebre è l'azione di boicottaggio attuata da Samsung durante il lancio del nuovo iPhone 4S nel 2011. In quell'occasione, l'azienda coreana ha aperto un pop-up store proprio accanto al principale punto vendita australiano di Apple, offrendo i propri dispositivi al prezzo di soli 2 dollari.

## Origine del termine
Il termine "Ambush Marketing" è stato coniato dal marketing strategist Jerry Welsh, mentre lavorava per l'American Express, nel 1980.

## Esempi storici
- Nel 1996 durante la conferenza stampa di presentazione della finale dei 100 m ad Atlanta, Linford Christie si presentò sfoggiando delle lenti in cui si poteva riconoscere il logo del suo sponsor tecnico, Puma.
- Il 22 marzo 2007 Sony lancia in Francia la nuova PlayStation 3. All'evento si "imbosca" una società concorrente che, senza essere autorizzata, sfrutta lo sforzo di Sony per promuovere la sua console per videogiochi diretta rivale della PS3.[6]
- Un caso eclatante avvenne nelle olimpiadi del 2008: nella cerimonia di apertura l'ultimo tedoforo fu l'atleta Li Ning, che oltre ad essere stato un ex-ginnasta, è anche imprenditore di un'omonima azienda di abbigliamento sportivo.[7]
- Un altro caso si è verificato durante il Campionato mondiale di calcio 2010 prima della partita tra Paesi Bassi e Danimarca, disputata a Johannesburg il 15 giugno 2010. Un gruppo di 36 ragazze olandesi che indossavano capi di vestiario arancioni sponsorizzati (nonostante l'assenza di loghi) da una marca di birra tedesca sono state bloccate all'ingresso dello stadio, a causa della violazione delle norme FIFA sull'esclusiva commerciale.[8][9]